# Vayk'i Shrjan
Vayk'i Shrjan är en kommun i Armenien.   Den ligger i provinsen Vajots Dzor, i den sydöstra delen av landet, 110 kilometer sydost om huvudstaden Jerevan.
Trakten runt Vayk'i Shrjan består i huvudsak av gräsmarker. Runt Vayk'i Shrjan är det ganska glesbefolkat, med 28 invånare per kvadratkilometer.